# Tsugio Matsuda

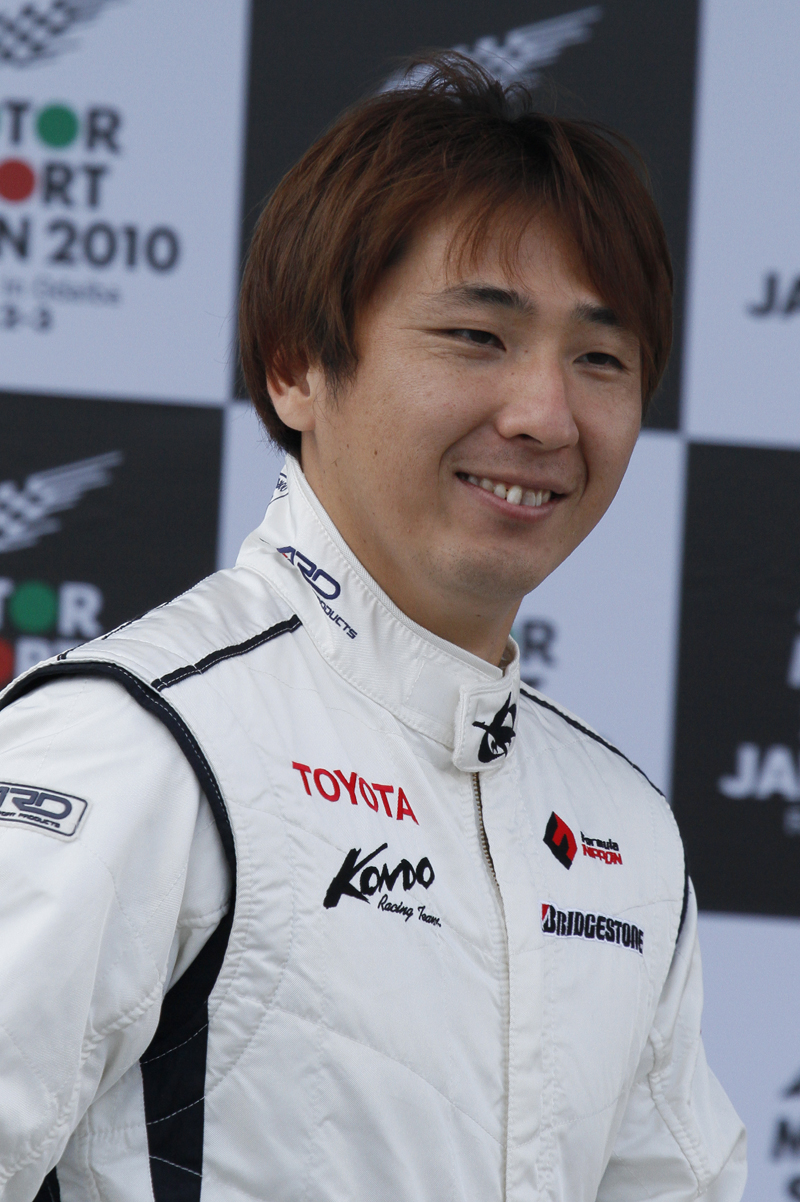
Tsugio Matsuda 2010

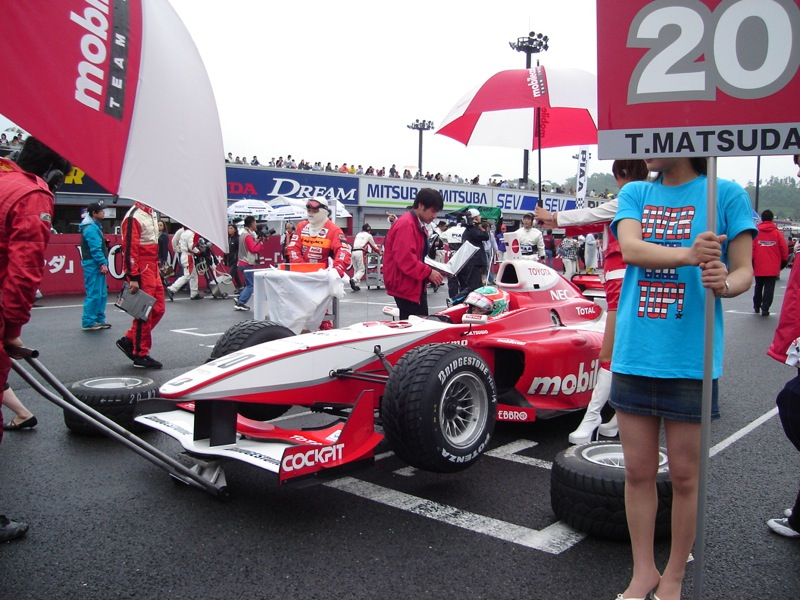
Matsuda in der Formel Nippon 2006

Tsugio Matsuda (jap. 松田 次生, Matsuda Tsugio; * 18. Juni 1979 in Kuwana) ist ein japanischer Automobilrennfahrer. Er gewann 2007 und 2008 den Meistertitel der Formel Nippon.

## Karriere
Matsuda begann seine Motorsportkarriere 1994 im Kartsport, den er bis 1997 ausübte. 1998 wechselte er in den Formelsport zu Nakajima Racing und wurde mit einem Sieg Vierter der japanischen Formel-3-Meisterschaft. Außerdem gab er in diesem Jahr sein Debüt in der Formel Nippon, in der er für Nakajima Racing bei einem Rennen startete. 1999 blieb er in der japanischen Formel 3 und verbesserte sich auf den dritten Gesamtrang und das obwohl er kein Rennen für sich entscheiden konnte. Beim prestigeträchtigen Macau Grand Prix wurde er Vierter.
2000 wechselte Matsuda in die Formel Nippon und trat für Nakajima Racing an. Ihm gelang ein Rennsieg und er belegte am Saisonende den vierten Gesamtrang. Außerdem fuhr er in der japanischen GT-Meisterschaft, in der er den 19. Platz in der Gesamtwertung belegte. 2001 blieb er in beiden Rennserien und wurde Zehnter der Formel Nippon und 15. der japanischen GT-Meisterschaft. 2002 verbesserte er sich in beiden Meisterschaften. Während er in der Formel Nippon den fünften Gesamtrang belegte, wurde er mit drei Siegen Dritter der japanischen GT-Meisterschaft.
2003 blieb Matsuda in der japanischen GT-Meisterschaft bei Nakajima Racing. Er konnte nicht an die Leistungen der Vorsaison anknüpfen und belegte schlussendlich den 19. Gesamtrang. In der Formel Nippon wechselte er zum Racing Team Cerumo und wurde Elfter in der Fahrermeisterschaft. 2004 blieb er bei denselben Teams wie in der Vorsaison und wurde Achter in der japanischen GT-Meisterschaft und belegte erneut den elften Gesamtrang der Formel Nippon. 2005 wurde er nur 17. in der inzwischen in Super GT umbenannten Meisterschaft. Besser lief es für ihn in der Formel Nippon, in der er für Team 5Zigen startend Siebter wurde.
2006 verbesserte er sich in der Super GT mit einem Sieg auf den sechsten Gesamtrang. Noch besser lief es für den Japaner in der Formel Nippon. Nachdem er zum Team Impul gewechselt war, wurde er mit einem Sieg Vizemeister hinter seinem Teamkollegen Benoît Tréluyer. Eine Saison später wurde er Fünfter in der Super GT und es gelang ihm außerdem die Formel Nippon zu gewinnen. Dabei konnte er in diesem Jahr keinen einzigen Rennsieg, sondern nur Podest-Platzierungen vorweisen. 2008 schaffte er es den Titel der Formel Nippon zu verteidigen. Im Gegensatz zum Vorjahr konnte er fünf von elf Saisonrennen gewinnen. In der Super GT wurde er erneut Fünfter.
2009 gelang es Matsuda nicht, an seine Erfolge aus den Vorjahren anzuknüpfen und er wurde sowohl in der Formel Nippon, als auch in der Super GT Elfter. 2010 stieg Matsuda zur Saisonmitte in die Formel Nippon ein. Mit einem Punkt wurde er 15. Erfolgreicher war er in der Super GT, wo er mit einem Sieg Fünfter wurde. 2011 belegte Matsuda abermals mit einem Sieg den fünften Platz in der Super GT. Im Monoposto startete er nur zu einem Nicht-Meisterschaftslauf der Formel Nippon.

## Statistik

### Karrierestationen
| - 1994–1997: Kartsport - 1998: Japanische Formel-3-Meisterschaft (Platz 4) - 1998: Formel Nippon (Platz 15) - 1999: Japanische Formel-3-Meisterschaft (Platz 3) - 2000: Formel Nippon (Platz 4) - 2000: Japanische GT-Meisterschaft (Platz 19) - 2001: Formel Nippon (Platz 10) - 2001: Japanische GT-Meisterschaft (Platz 15) - 2002: Formel Nippon (Platz 5) | - 2002: Japanische GT-Meisterschaft (Platz 3) - 2003: Formel Nippon (Platz 11) - 2003: Japanische GT-Meisterschaft (Platz 19) - 2004: Formel Nippon (Platz 11) - 2004: Japanische GT-Meisterschaft (Platz 8) - 2005: Formel Nippon (Platz 7) - 2005: Super GT (Platz 17) - 2006: Formel Nippon (Platz 2) - 2006: Super GT (Platz 6) | - 2007: Formel Nippon (Meister) - 2007: Super GT (Platz 5) - 2008: Formel Nippon (Meister) - 2008: Super GT (Platz 5) - 2009: Formel Nippon (Platz 11) - 2009: Super GT (Platz 11) - 2010: Formel Nippon (Platz 15) - 2010: Super GT (Platz 5) - 2011: Super GT (Platz 5) |

### Le-Mans-Ergebnisse
| Jahr | Team               | Fahrzeug             | Teamkollege     | Teamkollege       | Platzierung | Ausfallgrund |
| ---- | ------------------ | -------------------- | --------------- | ----------------- | ----------- | ------------ |
| 2015 | Nissan Motorsports | Nissan GT-R LM Nismo | Lucas Ordoñez   | Mark Schulschizki | Ausfall     | Aufhängung   |
| 2016 | KCMG               | Oreca 05             | Richard Bradley | Matthew Howson    | Ausfall     | Batterie     |